# Andrés Fernandez de Ipenza
Andrés Fernandez de Ipenza (falecido em 1643) foi um prelado católico romano que foi bispo eleito de Iucatão (1643).

## Biografia
No dia 9 de fevereiro de 1643, foi escolhido pelo rei da Espanha e confirmado pelo papa Urbano VIII a 5 de outubro de 1643 como bispo de Iucatão. Faleceu no dia 24 de outubro de 1643 antes de tomar posse do bispado.